# Isaac Johnson (Politiker)

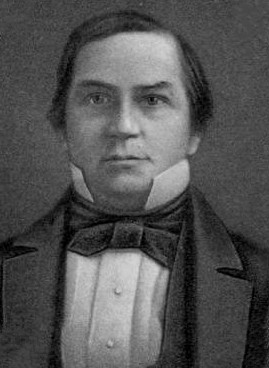
Isaac Johnson

Isaac Johnson (* 1. November 1803 bei St. Francisville, heutiges Louisiana, damals Orleans-Territorium; † 15. März 1853 in New Orleans, Louisiana) war ein US-amerikanischer Politiker (Demokratische Partei), der von 1846 bis 1850 als Gouverneur des US-Bundesstaates Louisiana amtierte.

## Werdegang
Isaac Johnson wurde im West Feliciana Parish auf der Plantage Troy, die seinem Vater gehörte, geboren. Er war der vierte Sohn von John Hunter Johnson und Thenia Munson. Johnsons Großvater, Isaac Johnson, traf in das Gebiet in den 1770er Jahren ein, wobei sein Vater eine führende Rolle in der West-Florida-Rebellion hatte. Später diente dieser während der englischen Besatzung als britischer Offizier in Natchez, Mississippi. Im Laufe der Zeit war er auch ein Rechtsanwalt, Plantagenbesitzer, Gemeindesheriff und Richter, bis er schließlich auf der Fairview-Plantage auf Bayou Sara in Louisiana sesshaft wurde.
Johnson wurde schon früh von Privatlehrern unterrichtet und studierte Jura, bis sein Vater und sein Onkel Joseph E. Johnson letzten Endes seine eigene Anwaltspraxis eröffneten. Johnson heiratete 1828 Charlotte McDermott. Des Weiteren beteiligte er sich in der Kommunalpolitik und gewann einen Sitz im Repräsentantenhaus von Louisiana, welchen er nur eine Amtszeit innehatte. 1839 wurde Johnson als Richter des dritten Gerichtsbezirks eingesetzt.
Johnson wurde 1846 durch die Demokratische Partei für das Amt des Gouverneurs von Louisiana nominiert. Dort trat er gegen William De Buys, der für die Whigs kandidierte, an. Johnson gewann mit beinahe 2500 Stimmen und nahm das Amt des Gouverneurs im Alter von 43 Jahren an. Louisiana verabschiedete 1845 eine neue Verfassung, die jedoch uneinheitlich in einigen Regelungen war, so dass Johnsons Amtsperiode unübersichtlich und chaotisch war. Sogar sein Amtseinführungseid wurde hinterfragt. In seiner Ansprache bei der Amtseinführung kündigte Johnson den Verlegung der Landeshauptstadt von New Orleans nach Baton Rouge und betonte die Wichtigkeit von öffentlichen Schulen.
Während seiner Amtszeit als Gouverneur war Johnson in seinen Ansichten freimütig: Während des Mexikanisch-Amerikanischen Krieges gab er eine Aufforderung nach Freiwilligen heraus und hatte eine Konfrontation mit dem Zahlmeister der Army über die Unterhaltung dieser Freiwilligen. Ferner verkündete er, dass die Vereinigten Staaten ganz Mexiko eingliedern sollten. Bei der Ausdehnung der Sklaverei zu den neuen Territorien wurde Johnson ein Verfechter der Staatsrechte. Er verurteilte den sogenannten Wilmot Proviso, welcher die Ausbreitung der Sklaverei auf die von den USA neuerworbenen Territorien verbot. Eine von den wichtigsten Leistungen während Johnsons Amtsperiode war ein Gesetz über die Gründung der University of Louisiana, ein Entwurf, den er 1847 unterzeichnete.
Kurz nach dem Ende seiner Amtszeit als Gouverneur wurde Johnson Attorney General von Louisiana. Dies blieb er bis zu seinem Tod im März 1853.